# I guardiani di Ga'Hoole - Il grande viaggio
I guardiani di Ga'Hoole - Il grande viaggio (Guardians of Ga'Hoole: The Journey) è un romanzo fantasy per ragazzi del 2003 di Kathryn Lasky. È il secondo libro della collana de I guardiani di Ga'Hoole ed è stato pubblicato in italiano per la prima volta nel 2006. È il seguito de I guardiani di Ga'Hoole - La cattura.

## Trama
Il barbagianni Soren, la femmina di elfo Gylfie, la civetta delle tane Digger e l'allocco della Lapponia Twilight si sono messi in viaggio per il grande albero di Ga'Hoole, situato su una isola nel mare di Hoolemere, e per arrivarci seguono il corso del fiume Hoole, che conduce proprio al mare.
Però, il corso d'acqua si separa quando giunge nella regione dei Becchi, e i gufi sono costretti a volare a bassa quota; raggiungono una caverna, da cui provengono strani rumori, e appena vi si addentrano, scoprono un'intera riserva di carbone e una allocco barrato in fin di vita.
Gylfie, Soren, Digger e Twilight gli chiedono se è opera di Sant'Aegolius, ma lui risponde con il macabro presagio "Magari", e ciò fa preoccupare i giovani rapaci, perché c'è qualcosa peggiore della terribile accademia.
Dopo esser fuggiti dall'attacco di una lince che era giunta nella grotta (indebolita da Soren con un carbone ardente e poi sconfitta dalla Banda grazie ad un attacco in gruppo) raggiungono la regione dei Laghi Specchiati (che sembrano essere intrisi da uno strano potere attrattivo), dove essi giocano e desiderano restarci, dimenticando del tutto Ga'Hoole; ma la signora Plithiver, governante del nido del barbagianni, che viaggia con loro, li costringe ad andarsene, perché secondo lei tutto quello era un male.
Così, dopo avere affrontato una tempesta di neve e avere conosciuto dei pulcinella di mare che vivono nella regione dei ghiacci, arrivano finalmente al grande albero di Ga' Hoole, dove vengono accolti da Boron, gufo delle nevi, e Barran, sua moglie; essi ospitano la banda nel albero, e la serpe cieca si offre come una delle governanti.
Qui, i quattro gufi conoscono Otulissa, Ruby e Primrose, orfani anche loro, e partecipano a delle lezioni, per poi essere divisi in gruppi (Stormi); Soren finisce nel gruppo con Otulissa e Ruby, cioè quello del trasporto del carbone e di previsioni meteorologiche, che ha come capo Ezilryb, un gufo con tre artigli su una zampa, un occhio storto e il peggiore caso di parassiti delle piume, che vede in Soren qualcosa di speciale.
Ad un tratto, Digger, capitato nel gruppo di ricognizione, e Twilight, nel gruppo di salvataggio, trovano dei piccoli che delirano cose su Tyto, un gufo leggendario, e fra questi, trovano Eglantine, sorella di Soren; all'inizio, essa non riconosce il fratello per misteriosi motivi, ma poi durante la visita di una gazza ladra ambulante (chiamata Mags), si risveglia dal suo stato.
Alla fine, i due volano nel cielo stellato, sulle note della musica dell'arpa che sta suonando la signora Plithiver, capitata nel gruppo di domestiche che ha il compito di suonare lo strumento per Madame Plonk, una femmina di gufo delle nevi cantante.

## Edizioni
È stato pubblicato nel 2006 da Junior Mondadori ed inserito nel gruppo letterario per ragazzi "Junior Fantasy".